# Neurocolpus montanus
Neurocolpus montanus är en insektsart som beskrevs av Knight 1968. Neurocolpus montanus ingår i släktet Neurocolpus och familjen ängsskinnbaggar. Inga underarter finns listade i Catalogue of Life.